# 3 Doors Down (album)
3 Doors Down è il quarto album in studio del gruppo statunitense dei 3 Doors Down, pubblicato dalla Universal Records il 20 maggio 2008.

## Tracce
1. Train – 3:10
2. Citizen/Soldier – 3:52
3. It's Not My Time – 4:01
4. Let Me Be Myself – 3:48
5. Pages – 3:47
6. It's the Only One You've Got – 4:23
7. Give It to Me – 3:21
8. These Days – 3:39
9. Your Arms Fell Like Home – 3:44
10. Runaway – 3:24
11. When It's Over – 4:18
12. She Don't Want the World – 4:03